# Музејско острво
Музејско острво у Берлину, Немачка, је северни део острва на реци Шпреја, у градском центру. На њему се налазе неки од најзначајнијих светских музеја. 
Музеје су градили пруски краљеви, а њихове богате колекције уметнина и археологије постале су јавно добро 1918. 
Стари музеј је најстарији музеј на острву, изграђен 1830. Архитекта је био Карл Фридрих Шинкел. Краљ Фридрих Вилхелм III је овде основао прву јавно изложену збирку старина. 
Нови музеј, изграђен 1859. године, дело је Аугуста Штилера, Шинкеловог ученика. Зграда је скоро потпуно уништена у Другом светском рату, али је данас обнављена. Од 2009. године овде су поново изложене египатске и праисторијске археолошке колекције. 
Стара Национална галерија изграђена је 1876. године, по пројектима Аугуста Штилера. У њој је изложена вероватно највећа колекција немачког сликарства 19. века. Првобитно језгро колекције је била донација банкара Јоахима Вагенера. Зграда је тешко оштећена у Другом св. рату, а поново је отворена после реконструкције 2001. Колекција скулптура, некад чувана у овом музеју, сада се налази у посебном простору (бившој цркви:  ). 
Музеј Боде, отворен је 1904. као Музеј цара Фридриха. Данас је зграда музеја у стању реконструкције. Планирано је да буде поново отворена за јавност 2006. У њој ће бити изложене колекције скулптура, позноантичке и византијске уметности. 
Последњи од музеја на острву је Пергамски музеј изграђен 1930. године у коме се налазе оригиналне реконструисане грађевине, као што су Пергамски жртвеник и Капија пијаце из Милета. Делови ових реконструкција потичу са оригиналних археолошких налазишта. 
Цела ова група музеја је проглашена делом УНЕСКО-ве листе Светског наслеђа 1999. године.